# 竹聯幫戰堂
戰堂，於1990年代初期崛起，旗下至少有22個分會，主要活動於台灣北部，中南部也有設立分會，總成員約3000人，90-00年代期間成員多數爲喜好逞凶鬥狠結黨的人。
1980年代，戰堂前身為專門訓練幫會內殺手與精銳人員的組織「戰鬥堂」，主要保衛幫主與堂主等高層人員的安危，與「捍衛隊」的前身「竹聯突擊隊」並稱竹聯幫兩大精銳部隊。90年代後已重新延伸編制成為直系堂口之一。
戰堂早期多以酒店圍事、暴力討債走私軍火、介入工程等不法活動維生。現今戰堂早期武鬥派多數成員已轉型成功。

## 簡歷
1978年，竹聯幫為拓展地區版圖，積極培養成員，並引進越南軍事化管理與訓練，訓練項目包括長跑、跆拳、柔道、自由搏擊、射擊、刀棍武術，結訓成員成為專業殺手。由「灰鴨」柳茂川資深成員創立戰鬥堂，目的在於訓練人員一起保衛幫主與堂主等高階成員安危。
1990年前後，竹聯幫拓展勢力版圖成立新堂口，戰鬥堂即重新編為戰堂成為直系堂口，加入「小山東」張猛擔任堂主、「Allen」呂維新擔任護法。至1994年「小山東」遠赴大陸，戰堂迅速擴張，以好勇鬥狠手段兇殘聞名。
1998年1月，戰堂「逍遙」與竹聯幫忠堂的「肚貔」風堂「大氣」月堂「14」日堂「庫洛」發生內鬨、互砸圍事店家（錢櫃KTV等）。
1999年，由幫內大老「志哥」吳建志接任堂主並整合組織各分會，但在2003年被提報治平專案。
2003年，幫內大老「豪哥」李源豪涉及組織犯罪,槍砲等多項,被提報治平專案並逮捕。
2004年，幫內多位幹部一致推舉逍遙繼任堂主。
2005年，逍遙因涉嫌毆打藝人吳宗憲被捕，多日後吳宗憲卻對媒體回應與逍遙熟識、並不是他所為，讓警方及社會大眾質疑是否有內幕而隱瞞。
2008年，同年由前美國南區華青幫分支領導人「阿ken」錢克勤接任堂主，現今「阿ken」錢克勤卸任後已為基督牧師專心傳福音。

## 歷任堂主
戰鬥堂時期
- 創始人：「灰鴨」柳茂川

戰堂時期
- 「小山東」張猛
- 「張誠」    張正誠
- 「潛水志」吳建志
- 「豪哥」李源豪 戰聯隊創始人
- 「小諸」諸律均 戰聯隊董事長
- 「阿ken」錢克勤
- ［逍遙］高子喬
- 「肥哥」羅崇海
- 「九孔」陳宏
- 「查理」邱查理（現任堂主）
- 「韓信」現任副堂主
- 「宣伊」現任副堂主
- 「阿豐」現任副堂主
- 「水手」現任副堂主